# Octobre (union littéraire)
Pour les articles homonymes, voir Octobre.
Octobre est un groupe d'écrivains communistes, actif dans les années 1922-1925 à Moscou.

## Historique
Octobre est créé par de jeunes écrivains bolcheviques le 7 décembre 1922 à Moscou. Les leaders en sont les critiques G. Lelevitch (ru),  Semion Rodov (ru), Illarion Vardine (ru). Elle comprenait aussi les écrivains Alexandre Bezymenski, Artiom Vessioly (ru), Ivan Donorine (ru), Alexandre Jarov, Iouri Libedinski, Aleksandr Tarassov-Rodionov (ru) et d'autres. Ils sont rejoints ensuite par Dmitri Fourmanov et Leopold Averbakh.
Octobre se revendique comme un groupe prolétarien, bien que les quatre cinquièmes de ses membres proviennent de l'intelligentsia pré-révolutionnaire. Il s'oppose catégoriquement à une littérature apolitique et aux expérimentations formelles. En prônant un soutien inconditionnel à la ligne de parti (par exemple, quant à la NEP), Octobre s'oppose durement au groupe La Forge, qui prend position pour l'indépendance des écrivains vis-à-vis du parti communiste.
Octobre publie deux revues, Au Poste (1923-1925) et Octobre (Oktyabr - 1924). En raison du nom de la première de ces revues, le groupe est souvent appelé les « postés » (напостовци).
Selon l'historien allemand Wolfgang Kasack :

« Octobre défend une orientation politique extrêmement dogmatique et ne laisse aucune place au doute. Elle  revendique un rôle d'unique défenseur de l'idéologie communiste authentique. La littérature n'a été pour Octobre qu'un instrument de la propagande bolchevique, avec des thèmes correspondant au contexte historique. »

Après la décision du Politburo du PCUS(b) sur la politique du parti dans le domaine de la littérature de fiction du 18 juin 1925, et en raison de relation dégradées avec les compagnons de route, de sérieuses divergences apparaissent à l'intérieur du groupe, qui se dissout à la fin de l'année 1925. Beaucoup de ses anciens membres ont poursuivi leur action militante dans le cadre de la RAPP.